# 12354 Геммерехтс
12354 Геммерехтс (12354 Hemmerechts) — астероїд головного поясу, відкритий 18 серпня 1993 року.
Тіссеранів параметр щодо Юпітера — 3,207.